# Дрю, Джоан
Джоан Дрю (англ. Joanne Dru, 31 января 1922 — 10 сентября 1996) — американская актриса.

## Биография
Джоан Летиша ЛаКок (англ. Joan Letitia LaCock) родилась 31 января 1922 года в городе Логан в Западной Виргинии. В 1940 году, в возрасте 18 лет, она переехала в Нью-Йорк, где стала работать моделью. На подиуме её заметил Эл Джолсон и пригласил в одно из своих бродвейских шоу. После переезда в Голливуд она продолжила свою карьера в театре, а вскоре её заметил один из разведчиков талантов, и в 1946 году Джоанн Дрю дебютировала в кино.
В последующие годы Джоан Дрю много снималась в кино и на телевидении. Многие свои кинороли она сыграла в вестернах, среди которых «Красная река» (1948), «Она носила жёлтую ленту» (1949), «Погонщик фургона» (1950), «Долина мести» (1951), «Дикий и невинный» (1959) и многих других. У неё так же были роли в таких знаменитых фильмах, как «Вся королевская рать» (1949) и «711 Оушен Драйв» (1950). С начала 1960-х годов и до окончания своей карьеры в 1980 году, когда она сыграла свою последнюю роль в фильме «Суперполицейский» (1980), Дрю в основном снималась на телевидении.
Актриса четыре раза выходила замуж. От первого мужа, Дика Хэймса, она родила троих детей – Ричарда Ральфа Хэймса (Richard Ralph Haymes) в 1942, Хелен Джоанн Хэймс (Helen Joanna Hayme) в 1944 и Барбару Наджент Хэймс (Barbara Nugent Haymes) в 1947. Вторым её мужем с 1949 по 1957 год был актёр Джон Айрленд). Джоан Дрю умерла от лимфедемы 10 сентября 1996 года в возрасте 74 лет. За свой вклад в киноискусство она удостоена звезды на Голливудской аллее славы.